# Bella Igla

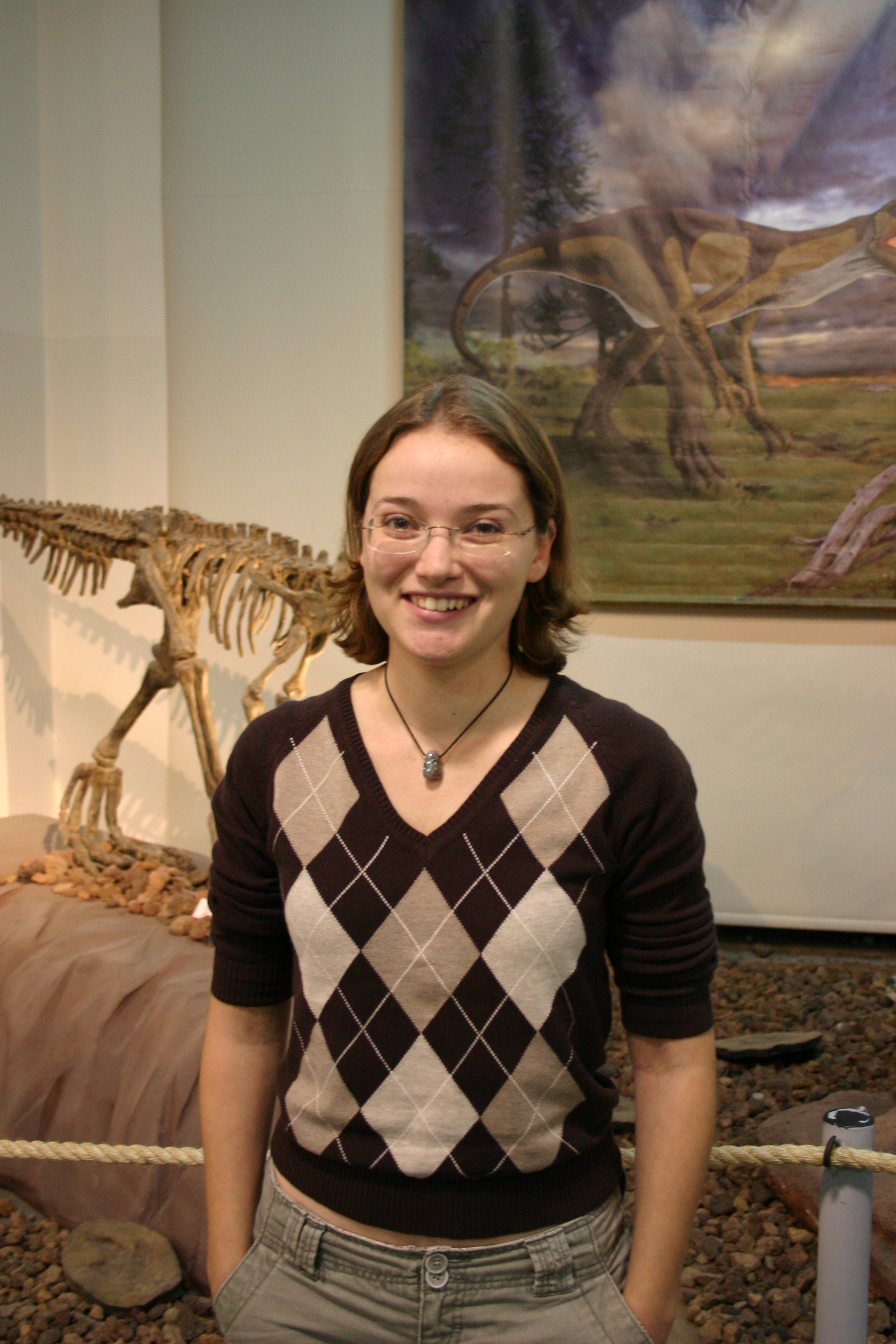
Bella Igla in 2008

Bella Igla (Russisch: Белла Игла, Hebreeuws: בלה איגלה) (Tambov, 2 juni 1985) is een Russisch-Israëlische schaakster. Ze is sinds 2004 een grootmeester bij de vrouwen (WGM). In 1998 emigreerde ze naar van Rusland naar Israël en ze komt sinds 2001 voor dat land uit.
- Igla nam in Rusland deel aan de Russische jeugdkampioenschappen in de categorieën tot 12 en tot 16 jaar.
- Na haar emigratie naar Israël in 1998 komt ze sinds 2001 uit voor dat land.[1] Sinds 2003 kreeg ze training van Mark B. Ruderfer.
- In september 2004 nam ze in Tel Aviv deel aan het 25e toernooi om het kampioenschap van Israël voor dames. Ze werd met 7.5 punten uit 9 partijen de nieuwe kampioene van Israël. Ze had 1.5 punt voorsprong op de nummers 2.[2]

## Nationale teams
Igla vertegenwoordigde Israël in vier Schaakolympiades:
- de 36e Schaakolympiade in november 2004, Calvià, Mallorca (Spanje), aan bord 3, met resultaat 69% (+6 =6 −1)
- de 37e Schaakolympiade in 2006, Turijn (Italië), aan bord 3, met resultaat 59% (+5 =3 −3)
- de 38e Schaakolympiade in 2008, Dresden (Duitsland), aan het 2e/3e bord, met resultaat 80% (+8 =0 −2); het Israëlische vrouwenteam eindigde als negende
- de 39e Schaakolympiade in 2010, Chanty-Mansiejsk (Oekraïne), aan bord 2, met resultaat 72% (+5 =3 −1)

In totaal behaalde ze 30 punten uit 43 partijen (+24 =12 −7).
Met het Israëlische vrouwenteam nam ze in 2005, 2007 en 2009 deel aan het EK landenteams met een cumulatief resultaat van 13 punten uit 24 partijen (+9 =8 −7).

## Schaakverenigingen
In Israël speelt Bella Igla voor Hapoel Petach Tikwa. Met de MadaTech Haifa Chess Club nam ze in 2008 deel aan de European Club Cup voor vrouwen.